# Alice et le Dragon de feu
Alice et le Dragon de feu (titre original : The Mystery of the Fire Dragon, littéralement : Le Mystère du dragon de feu) est le trente-huitièmeroman de la série américaine Alice (Nancy Drew en VO) écrit par Caroline Quine, nom de plume collectif de plusieurs auteurs. L'auteur de ce roman est Harriet Adams. 
Aux États-Unis, le roman a été publié pour la première fois en 1961 par Grosset & Dunlap, New York. En France, il a paru pour la première fois en 1964 chez Hachette Jeunesse dans la collection « Idéal-Bibliothèque » sous le no 264. Il n'a plus été réédité en France depuis 1985.

## Résumé
Remarque : le résumé est basé sur les éditions cartonnées non abrégées parues de 1964 à 19 en langue française.
Cécile Roy demande à sa nièce Alice et à ses amies Bess et Marion de venir la rejoindre à New York pour enquêter sur la disparition de ses sous-locataires : un vieux monsieur Chinois du nom de Tsao, et Chami, sa petite-fille, une étudiante. À la vue de Marion, M. Tsao est troublé par sa ressemblance avec sa petite-fille. Alice a alors l'idée de déguiser Marion en Chami et de la faire passer pour celle-ci. Les réactions de l'entourage de la vraie Chami ne se font pas attendre, à la grande satisfaction d'Alice qui récolte ainsi de nombreux indices. Ceux-ci vont bientôt la mener à Hong Kong, où se trouve son ami Ned pour ses études...

## Personnages

### Personnages récurrents
- Alice Roy, dix-huit ans, détective amateur blonde, orpheline de mère, fille de James Roy.
- James Roy, avoué[2] de renom, père d'Alice Roy, veuf.
- Bess Taylor, blonde et rondelette, une des meilleures amies d'Alice.
- Marion Webb, brune et sportive, cousine germaine de Bess Taylor et une des meilleures amies d'Alice.
- Ned Nickerson, jeune homme brun et athlétique, ami et chevalier servant d'Alice, étudiant à l'université d'Emerson.
- Sarah, la fidèle gouvernante des Roy, qui a élevé Alice à la mort de sa mère.
- Mlle Cécile Roy, tante d'Alice, sœur de James Roy, professeur à New York.

### Personnages spécifiques à ce roman
- Li Tsao (Mr. Soong en VO), vieux monsieur chinois.
- Chami (Chi Che en VO), dix-huit ans, petite-fille chinoise de Li Tsao, étudiante à New York.
- Yang Kaï-Hui, jeune Chinoise, étudiante et amie de Chami, qui aide Alice dans son enquête.
- M. Stromberg, libraire, malfaiteur.
- Mme Horace Fay, malfaiteur.
- Pilly Molly, surnommé Lovik, malfaiteur.

## Éditions françaises
Note : Toutes les éditions ont paru aux éditions Hachette.
- 1964  : Alice et le Dragon de feu — coll. « Idéal-Bibliothèque » no 264, cartonné (français, version originale). Illustré par Albert Chazelle. Texte français d'Anne Joba. 20 chapitres. 187 p.
- 1970 : Alice et le Dragon de feu — coll. « Bibliothèque verte », cartonné (français, version originale). Nouvelle couverture d'Albert Chazelle. Texte français d'Anne Joba. 20 chapitres. 187 p.
- 1976 : Alice et le Dragon de feu — coll. « La Galaxie », cartonné (français, version originale). Illustré par Jean-Louis Mercier.
- 1983 : Alice et le Dragon de feu — coll. « Bibliothèque verte » (série hachurée)[3], cartonné (français, version originale). Couverture de Joseph Sheldon, illustrations intérieures d'Albert Chazelle. Texte français d'Anne Joba. 20 chapitres. 187 p.
- 1984 : Alice et le Dragon de feu — coll. « Bibliothèque verte » (série hachurée)[4], cartonné (français, originale). Couverture de Jean Sidobre, illustrations intérieures d'Albert Chazelle. Texte français d'Anne Joba. 20 chapitres. 187 p.